# Somogyacsa, Somogy
Somogyacsa  este un sat în districtul Tab, județul Somogy, Ungaria, având o populație de 177 de locuitori (2011). 

## Demografie
Componența etnică a satului Somogyacsa
     Maghiari (82,78%)
     Romi (7,28%)
     Germani (5,3%)
     Necunoscut (4,64%)
     Alții (4,64%)
Componența confesională a satului Somogyacsa
     Romano-catolici (50,85%)
     Fără religie (11,3%)
     Luterani (3,39%)
     Greco-catolici (1,69%)
     Necunoscută (32,77%)
Conform recensământului din 2011, satul Somogyacsa avea 177 de locuitori. Din punct de vedere etnic, majoritatea locuitorilor (82,78%) erau maghiari, existând și minorități de romi (7,28%) și germani (5,3%). Apartenența etnică nu este cunoscută în cazul a 4,64% din locuitori.  Din punct de vedere confesional, majoritatea locuitorilor (50,85%) erau romano-catolici, existând și minorități de persoane fără religie (11,3%), luterani (3,39%) și greco-catolici (1,69%). Pentru 32,77% din locuitori nu este cunoscută apartenența confesională.